# 승전
승전(일본어: 昇殿 쇼우덴[*])이란 헤이안 시대 이후 일본 조정에서 다이리 청량전 남쪽의 전상간에 드는 것을 말한다. 승전의 자격은 제한되어 있었으며, 이에 바탕한 신분체제를 승전제(일본어: 昇殿制 쇼우덴세이[*])라 한다.
공경(위계 3위 이상 및 4위 중 참의를 포함한 의정관)은 원칙적으로 승전이 허용되고, 그 외에도 참의를 제외한 4위 중 특정 관인 및 장인에 한해 승전이 허용되었다. 승전이 허해진 사람은 승전인으로 특권적 대우를 받았기에 승전제는 위계제와 관직제를 보충하는 신분제도로서 중요한 의미가 있었다. 중세 이후로는 가격에 의해 승전 대상자가 정해지게 되었고, 승전인들은 당상가라는 가문집단을 이루게 된다.